# Càstig
El càstig o castic, normalment, és la imposició d'un resultat indesitjable o desagradable a un grup o individu, resolt per una autoritat —en contextos que van des de la disciplina infantil fins al dret penal — com a resposta i dissuasió a una acció o comportament particular que es consideri indesitjable o inacceptable. No obstant això, és possible distingir entre diferents enteniments de què és el càstig.

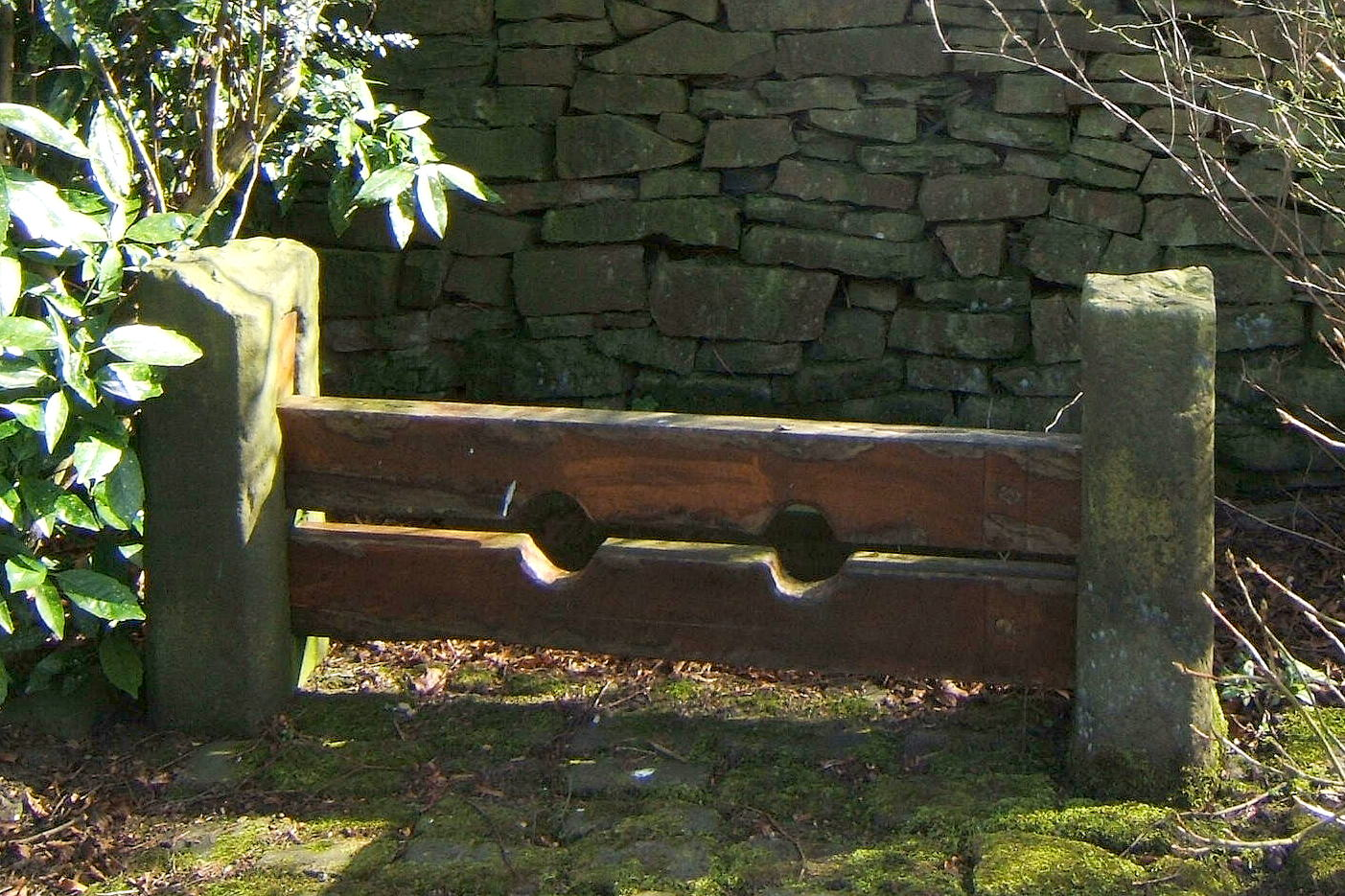
Les poblacions de l'antic poble de Chapeltown, Lancashire, Anglaterra

El raonament del càstig pot ser condicionar un nen per a evitar l'autocomunicació, imposar la conformitat social (en particular, en contextos d'educació obligatòria o disciplina militar), defensar normes, protegir-se dels danys futurs (en particular, els de delictes violents) i mantenir la llei —i el respecte a l'estat de dret en virtut del qual es regeix el grup social. El càstig es pot autoinfligir, com es fa amb l'autoflagel·lació i la mortificació de la carn en l'entorn religiós, però sovint és una forma de coacció social.
La imposició desagradable pot incloure una multa, pena o confinament, o ser l'eliminació o negació d'alguna cosa agradable o desitjable. L'individu pot ser una persona, o fins i tot un animal. L'autoritat pot ser un grup o una sola persona, i el càstig es pot dur a terme formalment segons un sistema de llei o de manera informal en altres tipus d'entorns socials, com ara dins d'una família. Les conseqüències negatives que no s'autoritzen o que s'administren sense incompliment de les normes no es consideren càstig tal com es defineix aquí. L'estudi i la pràctica del càstig dels delictes, especialment pel que fa a la presó, s'anomena penologia o, sovint en textos moderns, correccions ; en aquest context, el procés de càstig s'anomena eufemísticament "procés correccional". La investigació del càstig sovint inclou investigacions similars sobre prevenció.
Les justificacions del càstig inclouen la retribució, la dissuasió, la rehabilitació i la inhabilitació. La darrera podria incloure mesures com l'aïllament, per a evitar que el delinqüent tingués contacte amb possibles víctimes o l'eliminació d'una mà per dificultar el robatori.
Si només hi ha algunes de les condicions incloses a la definició de càstig, es poden considerar més exactes les descripcions que no siguin "càstig". Infligir alguna cosa negativa o desagradable a una persona o animal, sense autoritat, es considera venjança o despit més que un càstig. A més, la paraula "càstig" s'utilitza com a metàfora, com quan un boxejador experimenta " càstig " durant una baralla. En altres situacions, incomplir una norma pot ser recompensat i, per tant, rebre aquesta recompensa naturalment no constitueix un càstig. Finalment, s'ha de complir la condició de trencar (o incomplir) les normes perquè les conseqüències es considerin càstig.
Els càstigs difereixen pel seu grau de gravetat i poden incloure sancions com ara amonestacions, privacions de llibertat o privacions, multes, empresonaments, ostracisme, infligència de dolor, amputació i pena de mort. El càstig corporal es refereix als càstigs en què es pretén que s'infligeixi dolor físic al transgressor. Els càstigs es poden jutjar com a justos o injustos pel que fa al seu grau de reciprocitat i proporcionalitat a la infracció. El càstig pot ser una part integral de la socialització i castigar el comportament no desitjat sovint forma part d'un sistema de pedagogia o modificació del comportament que també inclou recompenses.

## Definicions

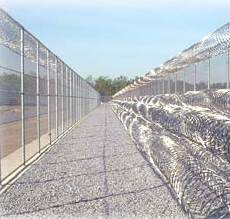
El filferro de pues és una característica de les presons.

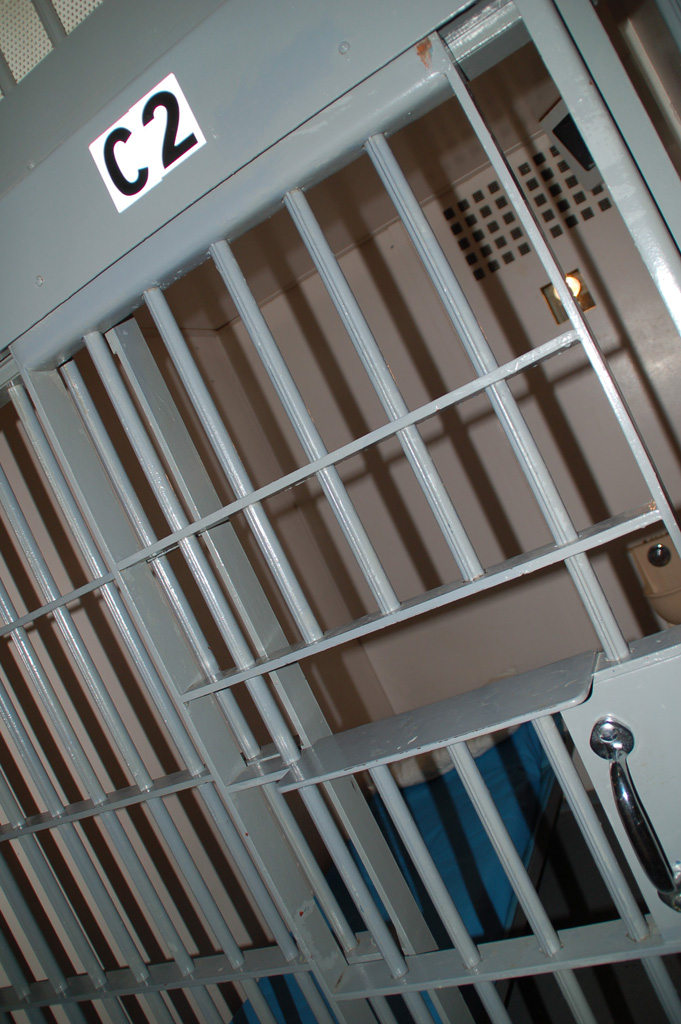
Una cel·la de presó moderna.

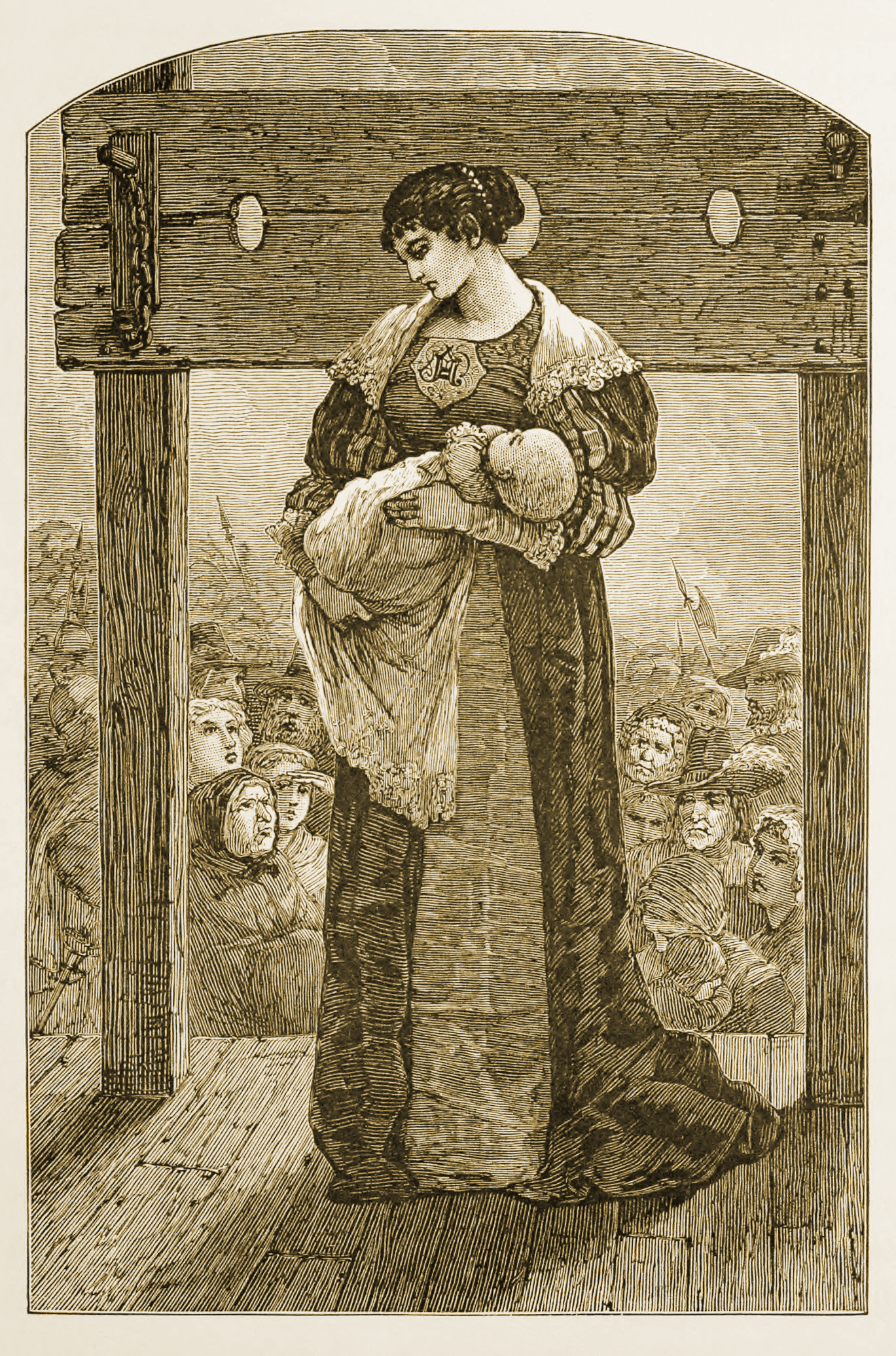
Hester Prynne at the Stocks: una il·lustració gravada d'una edició de 1878 de The Scarlet Letter

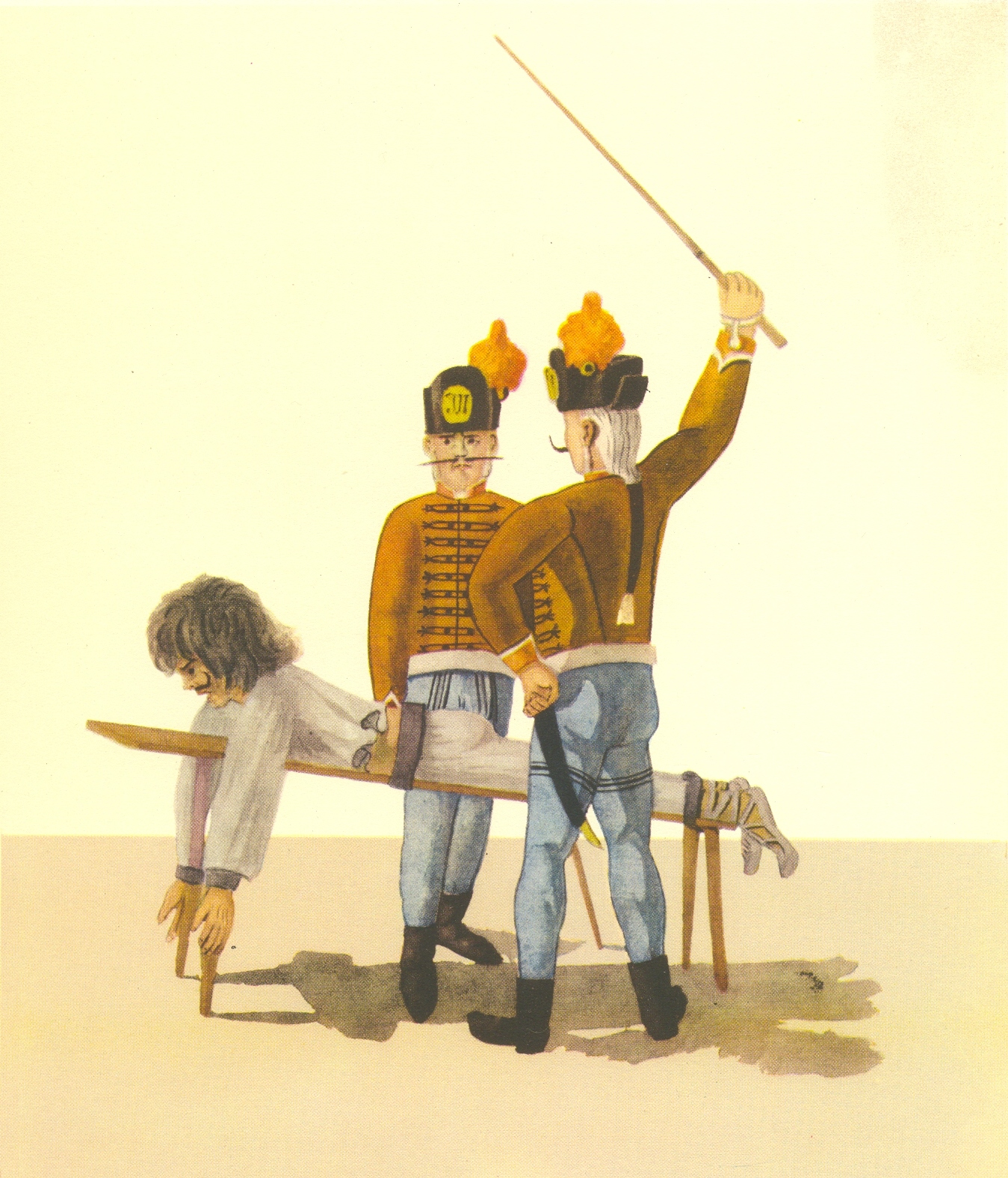
Pena d'un infractor a Hongria, 1793

Hi ha un gran nombre d'enteniments diferents sobre què és el càstig.

### En filosofia
Diversos filòsofs han presentat definicions de càstig. Les condicions que normalment es consideren necessàries per a descriure una acció com a càstig són aquestes
1. és imposat per una autoritat,
2. implica alguna pèrdua per al suposat infractor,
3. és com a resposta a un delicte i
4. l'home (o un altre animal) a qui s'imposi la pèrdua s'hauria de considerar almenys una mica responsable del delicte.

### En psicologia
Introduït per B. F. Skinner, el càstig té una definició més restrictiva i tècnica. Juntament amb el reforç pertany a la categoria de condicionament operant. El condicionament operant es refereix a l'aprenentatge amb un càstig (sovint confós com a reforç negatiu) o una recompensa que serveix com a reforç positiu de la lliçó a aprendre. En psicologia, el càstig és la reducció d'un comportament mitjançant l'aplicació d'un estímul desagradable (càstig positiu) o l'eliminació d'un estímul agradable (càstig negatiu). Les tasques addicionals o els cops de porra són exemples de càstigs positius, mentre que eliminar els privilegis de joc o de recés d'un estudiant ofensor són exemples de càstig negatiu. La definició requereix que el càstig només es determini després del fet per la reducció del comportament; si el comportament ofensiu del subjecte no disminueix, no es considera un càstig. Hi ha una certa fusió entre els concepte de càstig i el d'aversius, encara que una aversió que no disminueix el comportament no és el càstig considerats en la psicologia. A més, "estímul aversiu" és una etiqueta que els conductistes generalment s'apliquen als reforçadors negatius (com en l'aprenentatge d'evitació), en lloc dels castigadors.

### En sociobiologia
De vegades, el càstig es denomina agressió moralista o de represàlia ; s'ha observat en tots
 espècies d'animals socials, cosa que va fer que els biòlegs evolutius concloguessin que es tracta d'una estratègia estable evolutivament, seleccionada perquè afavoreix el comportament cooperatiu.

#### Exemples contra l'ús sociobiològic
Una de les crítiques a la pretensió que tots els animals socials estiguin evolucionats per a ser castigats prové d'estudis sobre animals, com ara els pops prop de Capri, Itàlia, que de sobte van formar cultures comunitàries a partir de la vida solitària fins llavors. Durant un període de pesca pesada i turisme que va invadir el seu territori, van començar a viure en grups, aprenent els uns dels altres, especialment les tècniques de caça. Els pops més petits i petits podrien estar a prop dels pops completament cultivats sense que els mengessin, tot i que, com altres Octopus vulgaris, eren caníbals fins just abans de la formació del grup. Els autors subratllen que aquest canvi de comportament que va passar massa ràpid per a ser una característica genètica en els pops, i que no eren certament no hi ha mamífers o altres animals "naturalment" socials que castiguen els pops de canibalisme en qüestió. Els autors també assenyalen que els pops van adoptar un aprenentatge observacional sense cap història evolutiva d'adaptació especialitzada.
També hi ha arguments contra la noció de càstig que requereix intel·ligència, basats en estudis sobre el càstig en animals de cervell molt petit, com ara els insectes. Hi ha proves dels treballadors de les abelles amb mutacions que els fan fèrtils ponent ous només quan altres abelles no les observen i que les poques persones que són capturades en el moment són assassinades. Això es corrobora mitjançant simulacions per ordinador que demostren que algunes reaccions simples dins de les vistes generals de la intel·ligència extremadament limitada dels insectes són suficients per emular el comportament "polític" observat en els grans simis. Els autors argumenten que això falsifica l'afirmació que el càstig va evolucionar com a estratègia per tractar amb individus capaços de saber què fan.
En el cas de cervells més complexos, la noció d'evolució que selecciona un càstig específic d'incompliments de regles triats intencionadament o d'actors equivocats capaços de prendre decisions intencionades (per exemple, castigar els humans per assassinat sense castigar virus letals) està subjecta a crítiques de la coevolució problemes. Aquest càstig a individus amb certes característiques (incloent, però, en principi, no restringit a les capacitats mentals) se selecciona contra aquestes característiques, cosa que fa impossible l'evolució de les capacitats mentals considerades la base de la responsabilitat penal en les poblacions sotmeses a aquest càstig selectiu. Alguns científics argumenten que això desmenteix la noció que els humans tinguin un sentiment biològic de transgressions intencionals que mereixen ser castigats.

## Àmbit d'aplicació
Els càstigs s'apliquen amb diversos propòsits, més generalment, per fomentar i fer complir un comportament adequat tal com ho defineixen la societat o la família. Els delinqüents són castigats judicialment, mitjançant multes, càstigs corporals o sentències privatives de llibertat com la presó ; els detinguts s'arrisquen a altres càstigs per incompliment de les normes internes. Els nens, els alumnes i altres participants en formació poden ser castigats pels seus educadors o instructors (principalment pares, tutors o professors, tutors i entrenadors); vegeu Disciplina infantil.
Els esclaus, els servidors domèstics i altres servidors estan sotmesos a càstig pels seus amos. Els empleats encara poden estar subjectes a una forma contractual de multa o degradació. La majoria d'organitzacions jeràrquiques, com les forces militars i policials, o fins i tot les esglésies, encara apliquen una disciplina interna força rígida, fins i tot amb un sistema judicial propi (cort marcial, tribunals canònics).
El càstig també es pot aplicar per motius morals, especialment religiosos, com en la penitència (que és voluntària) o imposada en una teocràcia amb una policia religiosa (com en un estricte estat islàmic com l'Iran o sota els talibans) o (encara que no és cert teocràcia) per Inquisició.

## L'infern com a càstig
La creença que Déu, la màxima autoritat, envia el càstig final d'una persona a una existència a l'infern, un lloc que es creu que existeix a la vida posterior, correspon típicament als pecats comesos durant la seva vida. De vegades, aquestes distincions són específiques, amb ànimes condemnades que pateixen per cada pecat comès (vegeu, per exemple, el Mite d'Er Plató o la La Divina Comèdia de Dante), però de vegades són generals, amb pecadors condemnats relegats a una o més cambres de l'Infern o a un nivell del patiment.
En moltes cultures religioses, incloent el cristianisme i l'islam, l'Infern es representa tradicionalment com a ardent i dolorós, que infligeix culpa i sofriment. Malgrat aquestes representacions habituals de l'Infern com a lloc de foc, algunes altres tradicions retraten l'Infern com a fred. Les descripcions de l'infern, budistes i particularment tibetans, presenten un nombre igual d'inferns calents i freds. Entre les descripcions cristians L'Infern de Dante retrata el cercle més intern (9è) de l'infern com un llac congelat de la sang i la culpa. Però el fred també va tenir un paper en les anteriors representacions cristianes de l'infern, començant per l'Apocalipsi de Pau, originàriament de principis del segle III; la "Visió de Dryhthelm" del Beda el Venerable del segle VII; "Purgatori de Sant Patrici", la "visió de Tundale" o "Visio Tnugdali", i la "Visió del monjo d'Enysham", tots des del segle XII; i la "Visió de Thurkill" de principis del segle xiii.

## Història i fonament

Cronologia d'empresonament dels EUA

### Gravetat d'un delicte; El càstig s'adapta al crim
Un principi que s'esmenta sovint pel que fa al grau de càstig a complir és que el càstig ha de coincidir amb el delicte. Un estàndard per mesurar és el grau en què un delicte afecta els altres o la societat. S'han desenvolupat mesures del grau de gravetat d'un delicte. Un delicte greu es considera generalment que és un delicte d'"alta gravetat", mentre que un delicte menor no ho és.

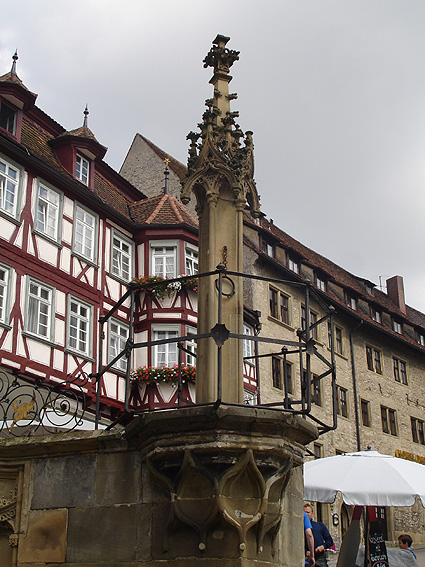
Pilar gòtic (principis del) a Schwäbisch Hall, Alemanya

## Possibles motius del càstig
Hi ha moltes possibles raons per justificar o explicar per què s'ha de castigar algú; aquí es presenta un ampli esquema de justificacions típiques, possiblement conflictives.

### Dissuasió (prevenció)
Dues raons per justificar el càstig és que es tracta d'una mesura per evitar que la gent cometi un delicte: dissuadir els delinqüents anteriors de tornar a delinquir i evitar que els que estiguin considerant un delicte que no han comès realment el cometin. Es pretén que aquest càstig sigui suficient perquè la gent opti per no cometre el delicte en lloc de viure el càstig. L'objectiu és dissuadir tothom de la comunitat de cometre delictes.
Alguns criminòlegs afirmen que el nombre de persones condemnades per delicte no disminueix com a conseqüència d'un càstig més sever i conclouen que la dissuasió és ineficaç. Altres criminòlegs s'oposen a aquesta conclusió i citen que, si bé la majoria de la gent no sap la gravetat exacta del càstig, com ara si la condemna per assassinat és de 40 anys o de per vida, la majoria de la gent encara coneix les línies aproximades, com ara que els càstigs per robatori a mà armada o violació forçosa són més severs que els càstigs per conduir massa ràpid o aparcar malament un cotxe. Aquests criminòlegs argumenten, per tant, que la manca d'efecte dissuasiu d'incrementar les condemnes per delictes ja severament castigats no diu res sobre la importància de l'existència de la pena com a factor dissuasiu.
Alguns criminòlegs argumenten que augmentar les condemnes per delictes pot fer que els investigadors criminals donin més prioritat a aquests delictes, de manera que un percentatge més elevat dels que els cometen són condemnats per ells, cosa que fa que les estadístiques donin una falsa aparença d'aquests delictes. Aquests criminòlegs argumenten que l'ús d'estadístiques per mesurar l'eficiència dels mètodes de lluita contra el delicte suposa un perill de crear un atac de recompensa que faci que els sistemes de justícia penal menys eficients semblin els millors en la lluita contra el delicte i que l'aparició de dissuasió sigui ineficaç un exemple d'això.

### Rehabilitació
Alguns càstigs inclouen treballs per reformar i rehabilitar el culpable perquè no tornin a cometre el delicte. Això es distingeix de la dissuasió, ja que l'objectiu aquí és canviar l'actitud del delinqüent pel que han fet i fer-los veure que el seu comportament era incorrecte.

### Incapacitació i protecció social
La inhabilitació com a justificació del càstig fa referència a la supressió de la capacitat del delinqüent per cometre altres delictes. L'empresonament separa els delinqüents de la comunitat, per exemple, Austràlia va ser un abocador dels primers criminals britànics. Aquesta era la seva manera d'eliminar o reduir la capacitat dels infractors per dur a terme determinats delictes. La pena de mort ho fa de manera permanent (i irrevocable). En algunes societats, les persones que robaven han estat castigades amputant-se les mans.

### Retribució
Les activitats delictives solen suposar un benefici per al delinqüent i una pèrdua per a la víctima. El càstig s'ha justificat com una mesura de justícia retributiva, en què l'objectiu és intentar reequilibrar qualsevol avantatge injust obtingut assegurant que l'infractor també pateixi una pèrdua. De vegades es veu com una manera de "equilibrar-se" amb un delinqüent: el patiment del delinqüent es veu com un objectiu desitjat en si mateix, fins i tot si no té cap benefici reparador per a la víctima. Una de les raons per les quals les societats han aplicat càstigs és disminuir la necessitat percebuda de "justícia de carrer" de represàlia, de disputes de sang i de vigilància.

### Restauració
En el cas de delictes lleus, el càstig pot adoptar la forma que el delinqüent "estigui equivocat" o restitueixi la víctima. Els serveis comunitaris o les ordres de compensació són exemples d'aquest tipus de sancions. En els models de justícia restaurativa, les víctimes prenen un paper actiu en un procés amb els seus delinqüents, que se'ls anima a assumir la responsabilitat de les seves accions, "per reparar el mal que han fet, demanant disculpes, retornant diners robats o servei comunitari". L'enfocament de la justícia reparadora té com a objectiu ajudar el delinqüent a evitar futurs delictes.

### Educació i denúncia
El càstig es pot explicar mitjançant la teoria de la prevenció positiva per utilitzar el sistema de justícia penal per ensenyar a les persones quines són les normes socials per al que és correcte i actua com a reforç.
El càstig pot servir com a mitjà perquè la societat expressi públicament la denúncia d'una acció com a criminal. A més d'educar a la gent sobre el comportament no acceptable, compleix la doble funció de prevenir la justícia vigilant reconeixent la ira pública, alhora que dissuadeix l'activitat criminal futura estigmatitzant l'infractor. De vegades, això s'anomena "teoria expressiva" de la denúncia. El pilar era un mètode per dur a terme la denúncia pública.
Alguns crítics del model d'educació i denúncia citen problemes evolutius amb la idea que el sentiment de càstig com a sistema de senyal social va evolucionar si el càstig no era efectiu. Els crítics argumenten que alguns individus que gastarien temps i energia i arriscarien a castigar altres, i la possible pèrdua dels membres del grup castigats, haurien estat seleccionats si el càstig no complís cap altra funció que els senyals que poguessin evolucionar per funcionar amb mitjans menys arriscats.

### Teoria unificada
Una teoria unificada del càstig reuneix múltiples propòsits penals —com la retribució, la dissuasió i la rehabilitació— en un marc únic i coherent. En lloc del càstig que requereixi escollir entre ells, els teòrics unificats argumenten que treballen junts com a part d'algun objectiu més ampli, com ara la protecció dels drets.

## Crítica
Algunes persones pensen que el càstig en general no és útil i fins i tot és perjudicial per a les persones contra les quals s'utilitza. Els detractors argumenten que el càstig és simplement incorrecte, amb el mateix disseny que "dos errors fan un encert". Els crítics argumenten que el càstig és simplement venjança. El professor Deirdre Golash, autor de El cas contra el càstig: la retribució, la prevenció del delicte i la llei, diu:
| « | No hauríem d'imposar aquest dany a ningú tret que tinguem una raó molt bona per fer-ho. Aquesta observació pot semblar trivialment veritable, però la història de la humanitat està plena d'exemples de la provocació intencionada de danys per part de persones ben intencionades en la persecució inútil d'uns fins que aquest dany no va afavorir o en la cerca amb èxit de fins qüestionables. Aquests benefactors de la humanitat van sacrificar els seus companys per apaivagar déus mítics i els van torturar per salvar les seves ànimes d'un infern mític, van trencar i van lligar els peus dels nens per afavorir el seu eventual matrimoni, van colpejar els escolars lents per promoure l'aprenentatge i el respecte als professors, van sotmetre els malalts a sangoneres per eliminar-los de l'excés de sang i posar sospitosos al bastidor i al cargol al servei de la veritat. Es van escolaritzar per no sentir pietat, per renunciar a la compassió humana al servei d'un extrem superior. L'essència de la tragèdia és fer malament deliberadament amb la creença equivocada que afavoreix un bé més gran. Faríem bé de preguntar-nos si val la pena que els béns que busquem perjudicar els delinqüents i si els mitjans que escollim els asseguraran. | » |

Golash també escriu sobre l'empresonament:
| « | La presó significa, com a mínim, la pèrdua de llibertat i autonomia, així com moltes comoditats materials, seguretat personal i accés a relacions heterosexuals. Aquestes privacions, segons Gresham Sykes (que les va identificar per primera vegada), "van plegar" junts "una profunda ferida" que va arribar als "fonaments de l'ésser del presoner. Però aquests són només els perjudicis mínims que pateixen els interns menys vulnerables de les presons més ben gestionades. La majoria de presons estan mal funcionades i, en algunes, les condicions són més tòrries que en els pitjors barris marginals. A la presó del districte de Columbia, per exemple, els interns han de rentar la roba i els llençols als lavabos de les cel·les perquè les màquines de rentar estan trencades. L'alimentació i els insectes infesten l'edifici, on les obertures d'aire estan obstruïdes amb acumulació de pols i brutícia durant dècades. Però fins i tot els interns a les presons on les condicions són sanitàries encara han d'afrontar l'avorriment entumidor i el buit de la vida a la presó: un vast desert de dies perduts en què és possible que hi hagi poca manera d'activitat significativa. | » |

### Destructivitat per al pensament i la millora
Hi ha crítics del càstig que argumenten que el càstig dirigit a accions intencionals obliga les persones a suprimir la seva capacitat per actuar de manera intencionada. Els defensors d'aquest punt de vista argumenten que aquesta supressió de la intenció fa que es mantinguin les conductes nocives, fent que el càstig sigui contraproduent. Aquestes persones suggereixen que la capacitat de prendre decisions intencionades hauria d'ésser estimada com a font de possibilitats de millora, citant que la cognició complexa hauria estat una pèrdua d'energia evolutivament inútil si comportés justificacions d'accions fixes i no hi hagués canvis tan senzills com comprendre els arguments hauria estat la protecció més estalviadora de ser enganyats per ells si els arguments fossin per manipulació social i rebutjar la condemna de persones que intencionadament van fer coses dolentes. El càstig pot ser eficaç per aturar conductes indesitjables dels empleats, com ara tardança, absentisme o rendiment laboral inferior. No obstant això, el càstig no necessàriament fa que un empleat demostri un comportament desitjable.